# Pontin’s International Open Series 2005/06
Die Pontin’s International Open Series 2005/06 war eine Serie von Amateur-Snookerturnieren zur Qualifikation für die Saison 2006/07 der professionellen Snooker Main Tour.  Nach insgesamt acht ausgetragenen Turnieren erhielten die besten acht Spieler der Gesamtwertung einen Startplatz auf der Profitour.

## Modus
| ausgeschieden in… | Punkte |
| ----------------- | ------ |
| Sieger            | 300    |
| Finale            | 220    |
| Halbfinale        | 160    |
| Viertelfinale     | 110    |
| Achtelfinale      | 70     |
| Letzte 32         | 40     |
| Letzte 64         | 20     |

Die PIOS 2005/06 war die erste Ausgabe der neuen Qualifikationsserie, die nach der vergangenen Saison die Challenge Tour abgelöst hatte. Die PIOS war dabei als neuer Hauptweg für die Qualifikation für die Profitour gedacht. Sie bestand aus acht Events, die im Laufe der Saison im Pontin’s-Freizeitpark in Prestatyn ausgetragen wurden. An jedem Event konnte jeder Spieler nach einer vorherigen Anmeldung und der Zahlung einer Startgebühr teilnehmen. Die Spieler mussten Amateure sowie Mitglieder ihres jeweiligen Nationalverbandes sein, weitere Beschränkungen gab es allerdings nicht. Prinzipiell stand die PIOS Spielern aus allen Ländern offen, tatsächlich dominierten aber Spieler aus dem Vereinigten Königreich als Teilnehmerfeld. Insgesamt nahmen dieses Jahr mindestens 168 Spieler teil.
Je nach Resultat erhielten die Spieler für ihre Teilnahme an den Events Punkte, die am Ende in eine Rangliste einflossen (Order of Merit). Für die Endwertung wurden allerdings zwei Ergebnisse außen vor gelassen, was bedeutet, dass im Endeffekt nur die sechs besten Resultate jedes Spielers zählten. Am Ende konnten sich die besten acht Spieler dieser Endwertung für die Profitour qualifizieren. Daneben gab es auch Preisgelder (siehe unten).

## Preisgelder
Die Preisgelder variierten von Event zu Event, waren aber direkt abhängig von der Anzahl der jeweils teilnehmenden Spieler. Die Startgebühren, die die Spieler für die einzelnen Events entrichten mussten, wurden zu großen Teilen für die Preisgelder verwendet. Nach Angaben der Organisatoren der Turnierserie sollten dabei mindestens 85 % der Startgebühren für Preisgelder genutzt werden. Die Verteilung der Preisgelder erfolgte nach einem bestimmten Schlüssel.
| Runde                | Event 1  | Event 2  | Event 3  | Event 4  | Event 5  | Event 6   | Event 7 | Event 8   |
| -------------------- | -------- | -------- | -------- | -------- | -------- | --------- | ------- | --------- |
| Sieger               | 3.264 £  | 3.240 £  | 3.315 £  | 3.315 £  | 2.170 £  | 1.650 £   | 1.450 £ | 1.450 £   |
| Finalist             | 1.632 £  | 1.620 £  | 1.660 £  | 1.660 £  | 1.080 £  | 825 £     | 720 £   | 720 £     |
| Halbfinale           | 816 £    | 810 £    | 830 £    | 830 £    | 540 £    | unbekannt | 360 £   | 360 £     |
| Viertelfinale        | 510 £    | 506 £    | 515 £    | 515 £    | 340 £    | unbekannt | 230 £   | 230 £     |
| Achtelfinale         | 255 £    | 253 £    | 255 £    | 255 £    | 170 £    | unbekannt | 110 £   | 110 £     |
| Runde der letzten 32 | 153 £    | 152 £    | 155 £    | 155 £    | 105 £    | unbekannt | 70 £    | unbekannt |
| Runde der letzten 64 | 102 £    | 101 £    | 105 £    | 105 £    | 65 £     | unbekannt | 45 £    | unbekannt |
| insg.                | 16.320 £ | 16.192 £ | 16.575 £ | 16.575 £ | 11.530 £ | unbekannt | 7.205 £ | unbekannt |

## Ergebnisse
Die folgende Tabelle zeigt die Ergebnisse der einzelnen Events der PIOS 2005/06. Alle Events wurden im World Snooker Centre im Pontin’s-Freizeitpark im nordwalisischen Prestatyn ausgespielt. Pontin’s fungierte auch als namensgebender Sponsor der Turnierserie. Die Turnierbäume der einzelnen Events wurden jeweils zufällig ausgelost und die Events jeweils im K.-o.-System ausgespielt.
Peter Lines gelang während des sechsten Events ein Maximum Break.
| Nr. | Datum                        | Sieger           | Ergebnis | Finalist         |
| --- | ---------------------------- | ---------------- | -------- | ---------------- |
| 1   | 17. bis 21. Mai              | Tian Pengfei     | 6:3      | Martin Gould     |
| 2   | 17. bis 21. Juni             | Mark Joyce       | 6:3      | James Leadbetter |
| 3   | 2. bis 7. September          | Liu Song         | 6:1      | Stephen Rowlings |
| 4   | 14. bis 19. Oktober          | Colm Gilcreest   | 6:3      | Mark Joyce       |
| 5   | 28. November bis 1. Dezember | Chris Melling    | 6:5      | Paul Davison     |
| 6   | 17. bis 20. Februar          | Liu Song         | 6:3      | Paul Davison     |
| 7   | 6. bis 9. März               | Tian Pengfei     | 6:3      | Liu Song         |
| 8   | 8. bis 10. Mai               | Andrew Higginson | 6:3      | Jamie O’Neill    |

## Rangliste
Die folgende Tabelle zeigt die Top 16 der Endwertung der PIOS 2005/06 inklusive der qualifizierten Spieler. Neben den besten acht Spielern der PIOS-Endwertung qualifizierten sich auch einige andere Spieler auf der PIOS-Rangliste für die Profitour, allerdings über andere Wege: Jamie Jones (Platz 11) als Nominierung des walisischen Verbandes, James Leadbetter (Platz 16) und Peter Lines (Platz 22) als Nominierungen des englischen Verbandes, Ben Woollaston (Platz 21) als U19-Europameister und Jeff Cundy (Platz 61) als Vize-Europameister 2006.
Auch außerhalb der Top 16 landeten zahlreiche Spieler, die davor oder danach Aufmerksamkeit erlangten, zum Beispiel eben auch als Profispieler. Aus Deutschland gab es ebenfalls mehrere Teilnehmer: Patrick Einsle und Itaro Santos landeten punktgleich auf Platz 48, Lasse Münstermann knapp dahinter auf Rang 54.
| Platz | Spieler          | Punkte |
| ----- | ---------------- | ------ |
| 1     | Liu Song         | 890    |
| 2     | Andrew Higginson | 870    |
| 3     | Ian Preece       | 810    |
| 4     | Chris Melling    | 770    |
| 5     | Mark Joyce       | 760    |
| 5     | Paul Davison     | 760    |
| 7     | Tian Pengfei     | 750    |
| 8     | Lee Page         | 590    |
| 9     | Colm Gilcreest   | 540    |
| 10    | Jamie O’Neill    | 520    |
| 11    | Stephen Rowlings | 510    |
| 11    | Jamie Jones      | 510    |
| 13    | Craig Steadman   | 490    |
| 13    | Munraj Pal       | 490    |
| 13    | Michael Wild     | 490    |
| 16    | Craig Taylor     | 480    |
| 16    | James Leadbetter | 480    |